# Lei Tríplice
A Lei Tríplice, Lei de Três ou três arigós, comumente usada na Wicca, é a única lei desta religião, que dita: "Tudo o que fizeres voltará em triplo para ti", ou "Tudo aquilo que fizer retornará a você nesta vida multiplicado por três", sendo aplicada tanto na própria execução da mesma, quanto nos aspectos gerais da vida. Normalmente, o bruxo praticante da wicca usa esta regra no dia a dia, associando-a a um meio de vida.
Um exemplo no dia-a-dia é se você der amor, terá amor triplicado. Se enviar negatividade, terá negatividade triplicada.
Um wiccano tendo em mente a Lei Tríplice deve ter consciência dos seus atos para não praticar algo prejudicial a outra pessoa ou ambiente, pois este sabe que receberá a consequência de seus atos triplicado. A Lei Tríplice é a "lei da magia" mais famosa que existe na comunidade Wicca, pois esta "limita" os praticantes de cometerem atos ilícitos a si e aos outros.
Várias rimas são feitas com a Lei Tríplice, por exemplo: "Com a wicca você certeza tem, três vezes o mal, Três vezes o bem" "Three times for the good, three times for the bad, at the wicca you can be shure of that".
E os Wiccanos devem decidir suas escolhas sempre pensando na Deusa-Mãe e no Deus-Pai.

## Lei Tríplice
Veja tradução feita da Lei Tríplice:
A Lei Wiccana respeita,
Perfeito amor, confiança perfeita,
Viva e deixe viver,
Dá o justo para assim receber, 
Três vezes o circulo traçado,
E assim o mal afastado.
E para firmar bem o encanto,
Entoa em verso ou em canto,
olhos brandos, toque leve,
Fala pouco, muito ouve,
Pelo horário a crescente se levanta,
E a runa da Bruxa canta,
Pelo anti-horário a minguante vigia,
e entoa a runa Sombria,
Quando é nova a lua da Mãe,
Beija duas vezes suas mãos,
Quando a lua ao topo chegar,
teu coração se deixará levar,
Para o poderoso vento norte,
tranca as portas e boa sorte.
Do sul o vento benfazejo,
Do amor te traz um beijo,
Quando vem do oeste o vento,
Vêm os espíritos sem alento.
E quando do leste ele sopra,
Novidades para comemorar.
Nove madeiras no caldeirão,
Queima com pressa e lentidão.
Mas a árvore anciã, venera,
Se queimar o mal te espera.
Quando a Roda começa a girar,
É hora do fogo de Beltane queimar.
Em Yule, acenda tua tora,
O Deus de chifres reina agora.
A flor, a erva, a fruta boa,
É a Deusa-Mãe que abençoa.
Para onde a água correr,
joga uma pedra para tudo ver.
Se precisa de algo com razão,
À cobiça alheia não dá atenção.
E a companhia do tolo, melhor evitar, 
Ou riscos a ele te igualar.
Encontra feliz e feliz despede,
um bom momento não se mede.
Da Lei Tríplice lembre-se também,
Três vezes o mal, três vezes o bem.
Quando quer que o mal desponte,
Usa a estrela azul na frente.
Cultiva no amor a sinceridade,
Para receber igual verdade.
Ou um resumo, se preferir estar: 
faz o que você quer,
sem nenhum mal causar.